# 阿巴拉欽
阿巴拉欽（Apalachin，/ˈæpəˈleɪkɪn/ AP-ə-LAY-kin）是位於美國紐約州，泰奧加縣奧韋戈鎮內的一個人口普查指定地區（CDP）。2010年人口普查的人口為1,131人。該CDP以阿巴拉欽小溪（Apalachin Creek）來命名。阿巴拉欽（Apalachin）在德拉瓦語中的意思是「使者回來的地方」。
阿巴拉欽位於奧韋戈鎮的東南部，以及位於賓漢頓以西。它也是賓漢頓大都市統計區的一部分。

## 歷史
第一位定居者大約在1786年到達，但這個社區直到1836年才成立。
1957年11月14日，美國黑手黨的領導人們在約瑟·巴巴拉的家中舉行了阿巴拉欽會議，這是一個集體討論在黑社會中各種問題的黑幫會議。當一名好奇的紐約州警官出現並在房子附近發現很多昂貴的汽車時，這次聚會很快就被解散。其他警察迅速抵達，逮捕了參加會議的人，一些有勢力的黑幫穿過周圍的鄉村逃走。黑手黨和聯邦調查局（FBI）有時只是將該會議稱為「阿巴拉欽」。這次會議在1999年電影《教父咪搞》的開場場景用幽默方式來描繪，該片由勞勃·狄尼洛和比利·基斯度主演。會議也在1972年電影《賊殺賊》中充分地被描述出來，還有在2019年電影《暴徒小鎮》，以及2025年电影《黑道中人》中描述。